# Gerung

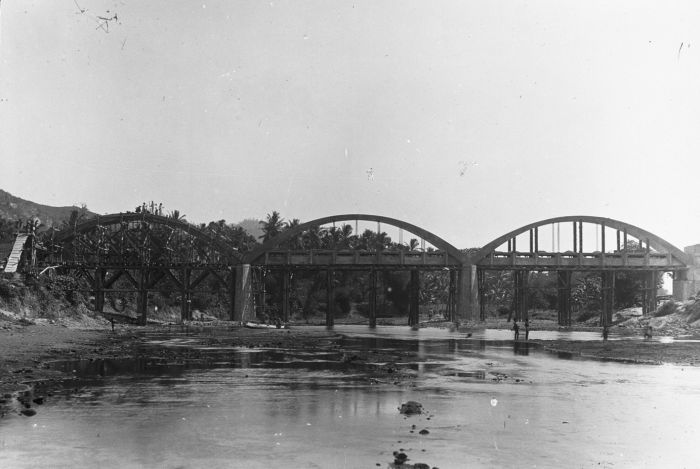
Aquaduct over de rivier in aanbouw, Geroeng (1910-1925).

Gerung is een plaats in Indonesië, gelegen op het eiland Lombok. Het is de hoofdplaats van West-Lombok.